# Liste des vicaires apostoliques de Rundu
Liste des vicaires apostoliques de Rundu
(Apostolicus Vicariatus Runduensis)
Le vicariat apostolique de Rundu est créé le 14 mars 1994, par détachement de celui de Windhoek.

## Vicaires apostoliques
- depuis le 14 mars 1994 : Joseph Shikongo (Joseph Shipandeni Shikongo)

## Sources
- L'ANNUAIRE PONTIFICAL, sur le site http://www.catholic-hierarchy.org, à la page